# Forces terrestres populaires de Corée
Les Forces terrestres populaires de Corée (coréen : 조선인민군 륙군; Hanja : 朝鮮人民軍 陸軍; MR: Chosŏn-inmin’gun Ryukkun) forment la branche terrestre de l'Armée populaire de Corée.

## Composition effective des Forces armées populaires
Les Forces armées populaires comportent 12 corps d'armées principaux, soit environ 950 000 personnes. Elles se divisent en 4 échelons de défense. Les unités dites « de premier cercle ou de premier échelon » sont les unités les plus proches de la zone démilitarisée (DMZ). Elles sont mieux entraînées et équipées, car elles sont censées subir le premier choc en cas d'offensive.
La doctrine nord-coréenne s'appuie, comme celle du sud et des unités des États-Unis et des Nations unies, basées au-delà du 38e parallèle, sur un emploi stratégique et tactique rappelant la guerre froide avec déploiement de blindés en masse, soutien massif de l'artillerie et occupation du terrain par l'infanterie (à l'instar de la seconde guerre du Golfe en 1991 ou de la première phase de la troisième en 2003).
- Ier Corps d'Armée (dont le QG est basé à Kumgang) - (1eréchelon sauf pour les unités rattachées directement à l'EMG).
- IIe Corps d'Armée (Kumchan) - 1er.
- IIIe Corps d'Armée (Pyongyang) - 3e.
- IVe Corps d'Armée (Kumgang) - 1er.
- Ve Corps d'Armée (Saepho) - 1er.
- Il n'y a plus de VIe Corps depuis sa dissolution en 1951.
- VIIe Corps d'Armée (Pyongan-namdo) - 3e.
- VIIIe Corps d'Armée (Panghwon) - 4e.
- IXe Corps d'Armée  (Hamgyong-bukdo) - 4e.
- Xe Corps d'Armée (Hamgyon-namdo) - 4e.
- XIe Corps d'Armée (Pyongan-namdo) - 4e.
- U/I Corps d'Armée [Chiffre non renseigné - NR] - 3e.

S'y ajoutent:
- Corps d'Artillerie de Kangdong (Pyongan-namdo & Hwanghae-bukdo) - 3e.
- 620e Corps d'Artillerie (Hwanghae-bukdo) - 1er.

- 108e Corps mécanisé (Hungnam) - 4e.
- 425e Corps mécanisé (Pyongan-bukdo) - 4e.
- 806e Corps mécanisé (H'ueyang) - 1er.
- 815e Corps mécanisé (Shinggye) - 1er.

- 820e Corps blindé (Koksan) - 1er.

- Commandement de Défense de Pyongyang (Pyongyang-si & Pyongan-namdo) - 3e.
- Commandement Anti-Aérien de Pyongyang (Pyongyang-si) - EMG.
- Division de Renseignements Militaires rattachée à l'État-Major Général [NR]- EMG.